# Martin Van Den Bossche

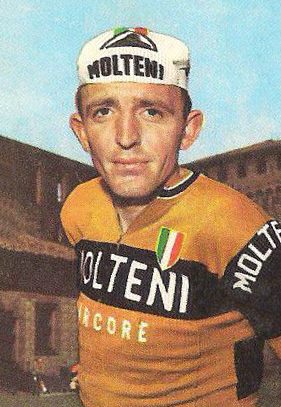
Martin Van Den Bossche 1970

Martin Van Den Bossche (* 10. März 1941 in Hingene) ist ein ehemaliger belgischer Radrennfahrer.

## Sportliche Laufbahn
Martin Van Den Bossche war Straßenradsportler. 1959 siegte er in der nationalen Meisterschaft im Straßenrennen der Junioren. Als Amateur gewann er 1961 eine Etappe der Österreich-Rundfahrt und wurde Zweiter in dem Etappenrennen hinter Stefan Mascha.
1963 wurde er Berufsfahrer im Radsportteam Solo-Terrot und blieb bis 1974 aktiv. Er war einige Zeit einer der wichtigsten Domestiken von Eddy Merckx.
Als Profi gewann er die Eintagesrennen Grand Prix Paul Borremans 1963, Schaal Sels Merksem 1964, den Grote Prijs Beeckman-De Caluwé 1969 und den Giro del Lazio 1972. Im Giro d’Italia 1970 wurde er Sieger im Bergklassement vor Italo Zilioli. 1967 siegte er im Omloop van het Waasland. In seiner Heimat gewann er eine Reihe von Rundstreckenrennen und Kriterien. 1965 wurde er Dritter im Rennen Lüttich–Bastogne–Lüttich, in der Lombardei-Rundfahrt 1969 wurde er Vierter. Van Den Bossche bestritt alle Grand Tours. Beim Sieg von Eddy Merckx im Giro d’Italia 1970 stand er als Dritter auf dem Podium. In der Tour de France 1970 wurde er Vierter. Im Rennen der Straßenradsport-Weltmeisterschaften 1966 belegte er den 10. Platz.

## Grand-Tour-Platzierungen
| Grand Tour            | 1966 | 1967 | 1968 | 1969 | 1970 | 1971 | 1972 |
| --------------------- | ---- | ---- | ---- | ---- | ---- | ---- | ---- |
| Vuelta a EspañaVuelta | –    | –    | 38   | –    | –    | –    | –    |
| Giro d’ItaliaGiro     | –    | –    | DNF  | DNF  | 3    | –    | 29   |
| Tour de FranceTour    | 10   | 59   | –    | 23   | 4    | DNF  | 15   |

## Berufliches
Nach seiner Karriere als Radprofi betrieb er ein Fliesengeschäft in Bornem.